# Babar der kleine Elefant
Babar, der kleine Elefant (Originaltitel: Les Aventures de Babar) ist eine französische Kinderserie nach der Bilderbuchreihe Babar der Elefant von Jean de Brunhoff. Sie wurde in den Jahren 1969 bis 1970 in Frankreich produziert und 1969 auf ORTF ausgestrahlt. Die deutsche Erstausstrahlung fand am 27. Oktober 1970 statt. Die einzelnen Folgen sind ca. 5 Minuten lang und wurden als Mischung aus Maskenspiel und Pantomime mit menschlichen Schauspielern gedreht.

## Handlung
Das kleine Elefantenkind Babar flieht aus dem Dschungel in die Stadt, nachdem seine Mutter von Jägern erschossen wurde. Hier nimmt eine ältere Dame ihn auf und zieht ihn wie ein Menschenkind auf. Als ausgewachsener Elefant kehrt Babar in den Dschungel zurück, wo er zum König der Elefanten gekrönt wird.